# The Aftermath (30 Rock)
"The Aftermath" é o segundo episódio da primeira temporada da série de televisão de comédia de situação norte-americana 30 Rock. Teve o seu enredo escrito por Tina Fey, criadora e ainda produtora executiva do seriado, e foi realizado por Adam Bernstein. A sua transmissão original nos Estados Unidos ocorreu na noite de 17 de Outubro de 2006 através da rede de televisão National Broadcasting Company (NBC). Dentre as estrelas convidadas estão inclusas Katrina Bowden, Maulik Pancholy, Keith Powell, Lonny Ross, Rachel Dratch, Tom Broecker, e Teddy Coluca.
O episódio centra-se na reacção da equipa perante a adição do actor Tracy Jordan (interpretado por Tracy Morgan) ao elenco principal do programa de televisão The Girlie Show (TGS), e as posteriores alterações que ocorreram. Isso se torna evidente quando Jack Donaghy (Alec Baldwin) altera o título do programa para The Girlie Show with Tracy Jordan, muito para o desânimo de Jenna Maroney (Jane Krakowski). Liz Lemon (Fey), argumentista-chefe, luta para manter o elenco e a equipa feliz, juntamente com Tracy, que dá uma festa em um iate.
Em geral, "The Aftermath" foi recebido com opiniões positivas pelos membros da crítica especialista em televisão do horário nobre. De acordo com os dados publicados pelo sistema de mediação de audiências Nielsen Ratings, o episódio foi assistido por uma média de 5,71 milhões de telespectadores norte-americanos, e foi-lhe atribuída a classificação de 2,3 e sete de share no perfil demográfico dos telespectadores entre os 18 aos 49 anos de idade.

## Produção
"The Aftermath" é o segundo episódio da primeira temporada de 30 Rock. O seu enredo foi escrito por Tina Fey, criadora produtora executiva e ainda actriz principal do seriado, e foi realizado por Adam Bernstein, sendo a segunda vez que ambos recebem créditos pelos respectivos trabalhos no seriado, após o desempenho no episódio piloto.

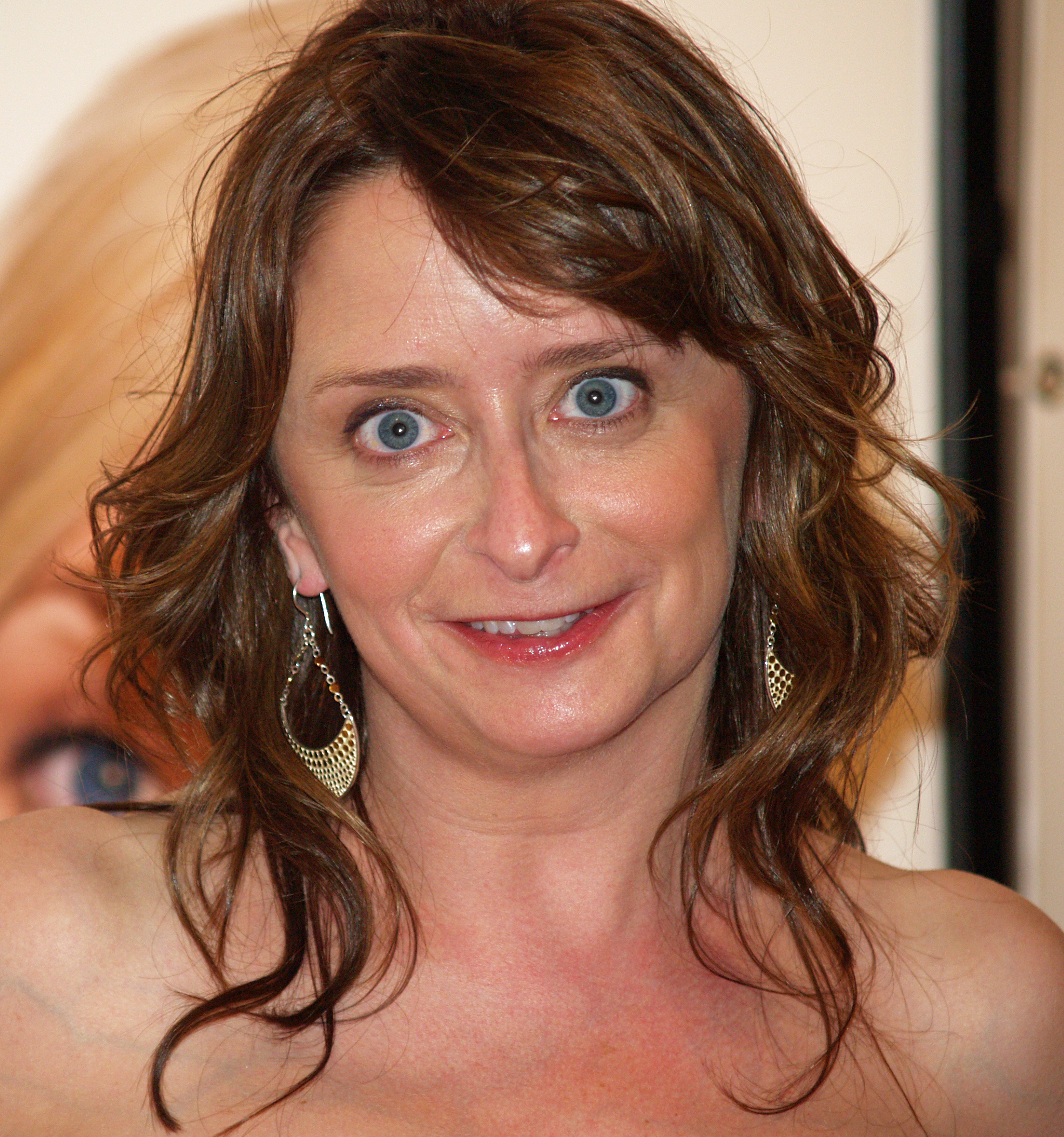
"The Aftermath" marcou a segunda participação de Rachel Dratch em 30 Rock.

Rachel Dratch, parceira de longa data e companheira de comédia de Fey no SNL, foi originalmente escolhida para interpretar a personagem Jenna Maroney. Dratch interpretou o papel no episódio piloto original do seriado, nunca transmitido na televisão. No entanto, em Agosto de 2006, foi anunciado que a actriz Jane Krakowski iria substituir Dratch neste papel, com esta última interpretando várias personagens diferentes ao longo da série. Segundo Fey, Dratch era "melhor adaptada para interpretar uma variedade de personagens secundárias excêntricas," e o papel de Jenna era para ser desempenhado em "linha recta." "Ambos Tina e eu obviamente adoramos Rachel, e nós queríamos encontrar uma maneira na qual pudéssemos explorar a sua força," afirmou o produtor Lorne Michaels em entrevista à revista Variety. "The Aftermath" marcou a segunda aparição de Dratch em 30 Rock.
O actor e comediante Judah Friedlander, intérprete da personagem Frank Rossitano em 30 Rock, é conhecido pelos seus bonés de camioneiro de marca registada que usa dentro e fora da personagem Frank. Os chapéus normalmente apresentam palavras ou frases curtas estampadas neles. Friedlander afirmou que ele próprio é quem faz os acessórios. Revelou também que "alguns deles são brincadeiras íntimas, e alguns são simplesmente piadas." A ideia veio do persona de Friedlander nas suas apresentações de comédia stand-up, nas quais os objectos de adorno estão todos estampados com a escrita "campeão mundial" em línguas e aparências diferentes. Em "The Aftermath", Frank usa um boné que lê "Done Deal."

## Enredo
Liz Lemon (Tina Fey) fica furiosa ao tomar conhecimento que Jack Donaghy (Alec Baldwin) tomou a decisão de fazer de Tracy Jordan (Tracy Morgan) a prioridade número um do The Girlie Show (TGS). A actriz principal do TGS, Jenna Maroney (Jane Krakowski), tem medo que Tracy comece a ofuscá-la, mas Tracy se revela bastante satisfeito com o seu novo trabalho no programa. Liz e Jenna ficam ainda mais agravadas quando Jack resolve mudar o nome do prgrama para The Girlie Show with Tracy Jordan sem consultar qualquer membro da equipa. Mais tarde, o executivo faz Tracy e Jenna gravarem um comercial promocional para o TGS, algo que irrita Jenna, pois o astro de cinema continua a esquecer o nome dela e não a deixa falar. Após a gravação, Liz tenta assegurar o trabalho de Jenna, dizendo-lhe que ninguém no programa gosta de Tracy e que a única razão dele estar no programa é por causa de Jack, porém, não sabia que o microfone de Jenna estava ligado e todo mundo no estúdio estava a ouvir as coisas terríveis sobre Jack e Tracy. Então, Liz tenta fazer as pazes com Tracy, conversando com ele durante um ensaio para o TGS no qual são feitas observações negativas sobre Jenna e outros membros da equipa. O estagiário Kenneth Parcell (Jack McBrayer) entra de rompante e informa-lhe que aquela conversa foi emitida em todos os monitores do estúdio e vista por todos. A equipa do TGS mostra o seu descontentamento atirando-lhe comida e outros objectos. Tentando encontrar uma solução, Tracy decide convidar Liz e os funcionários para uma festa num iate, na qual dá-se bem com todos, inclusive Jenna. Contudo, Liz descobre que o barco não pertence à Tracy, e o seu verdadeiro proprietário aparece com o New York City Police Department (NYCPD). No dia seguinte, a argumentista descobre que Jack paga aos jornais para manterem Tracy longe da imprensa, mas deixa escapar uma foto de Jenna no iate em suas páginas, coisa que Jenna vê como "excitante" e "lisonjeiro".

## Transmissão e repercussão

### Audiência
Na América do Norte, "The Aftermath" foi transmitido no Canadá na noite de 17 de Outubro de 2006 através do canal de televisão CTV e nos Estados Unidos na noite seguinte através da rede de televisão NBC. De acordo com as estatísticas reveladas pelo serviço de mediação de audiências Nielsen Ratings, o episódio foi visto por uma média de 5,71 milhões de telespectadores e recebeu a classificação de 2,6 e sete de share no perfil demográfico de telespectadores entre os 18-49 anos de idade. O 2,3 refere-se a 2,3 por cento de todas as pessoas de 18-49 anos de idade nos EUA, e os sete refere-se a sete por cento de todas as pessoas de 18-49 anos de idades assistindo televisão no momento da transmissão. Em relação ao episódio anterior, "The Aftermath" foi visto por 2,42 milhões de telespectadores a menos.
No Reino Unido, "The Aftermath" foi transmitido através do Channel Five na noite de 18 de Outubro de 2007, exactamente um ano após a transmissão nos EUA. De audiência, atraiu cinco milhões de telespectadores e quatro por cento de share no momento da transmissão, considerado "decepcionante" pelo Guardian Media Group. Além disso, representou uma perda de dois milhões de telespectadores em relação ao episódio anterior, visto por setecentos mil pessoas e recebeu seis por cento de share no momento da transmissão.

### Análises da crítica
| Críticas profissionais  | Críticas profissionais |
| Avaliações da crítica   | Avaliações da crítica  |
| Fonte                   | Avaliação              |
| ----------------------- | ---------------------- |
| A.V. Club               | C-                     |
| LA Weekly               | (negativa)             |
| IGN                     | 6,5/10                 |
| The Pitt News           | (mista)                |
| San Francisco Chronicle | (mista)                |

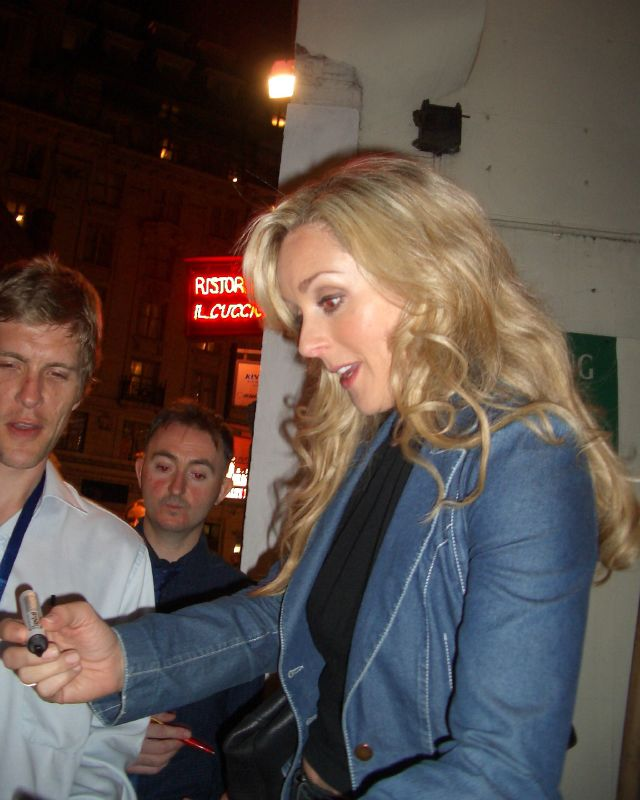
A importância da personagem desempenhada por Jane Krakowski em 30 Rock foi questionada pelos críticos.

Fazendo uma comparação com o episódio piloto na sua análise para o portal britânico IGN, o crítico Robert Canning considerou "The Aftermath" como mais coeso, porém ainda sofreu com "duas personagens principais genéricas e narrativa previsível." Não obstante, elogiou o desempenho das personagens Liz e Jack, afirmando que elas "continuaram a trazer risadas," mas disse que Jenna e Tracy "só continuaram a frustrar." Canning olhou para Alec Baldwin de "a melhor parte de 30 Rock," e achou que a série "estabeleceu os fundamentos essenciais para uma comédia de sucesso."
Em parte, na sua análise para o periódico LA Weekly, o crítico Robert Abele concordou com Canning, igualmente considerando as personagens interpretadas por Tracy Morgan e Jane Krakowski como mal desenvolvidas. Em contraste, Tim Goodman, para o jornal San Francisco Chronicle, considerou "The Aftermath" como apenas "menos engraçado que o piloto," e ainda elogiou o desempenho de ambos Baldwin e Morgan, contudo, afirmou que o resto do episódio foi "fraco." Ademais, Goodman achou que Fey poderia "consertar" 30 Rock mostrando mais Baldwin e menos Krakowski.
Phil Horst, para o The Pitt News, elogiou as cenas individuais entre Fey e ambos Baldwin e Morgan, mas criticou-a por não ter escrito uma cena efectiva na qual não apareceu. Horst observou o tempo de ecrã de Jenna como "um desperdício" e afirmou que Krakowski "não tem as habilidades cómicas para acompanhar o resto do elenco." Ele disse ainda que Dratch teria direccionado a personagem para "um caminho completamente diferente," dando a 30 Rock a variedade que carece. "Embora as personagens de Morgan e Baldwin sejam nada mais que loucas, o maior problema encontra-se em Jenna Maroney. Ela deveria ser a melhor amiga de Liz, mas não há nada acerca da sua personagem que pode até sugerir que tal amizade existe —  ela parece o tipo de pessoa que Liz odiaria. A situação não é ajudada pela falta de química absoluta entre Krakowski e Fey e do sentimento verdadeiramente estranho que permeia a maioria de suas cenas juntas," escreveu Horst.